# تيموثي ر. يونغ
تيموثي ر. يونغ (بالإنجليزية: Timothy R. Young)‏ هو محامي وسياسي أمريكي، ولد في 19 نوفمبر 1811 في دوفر في الولايات المتحدة، وتوفي في 12 مايو 1898 في الولايات المتحدة. حزبياً، نشط في الحزب الديمقراطي. وقد انتخب عضو مجلس النواب الأمريكي.